# MG42通用機槍
MG42（的縮寫，意即為「1942年型機槍」）為納粹德國研發，於1942年服役的一款机枪。该机枪依照7.92毫米子彈作為開發依據，本來準備取代MG34通用機槍，不過最後兩款機槍一起沿用到第二次世界大戰結束。

## 概述

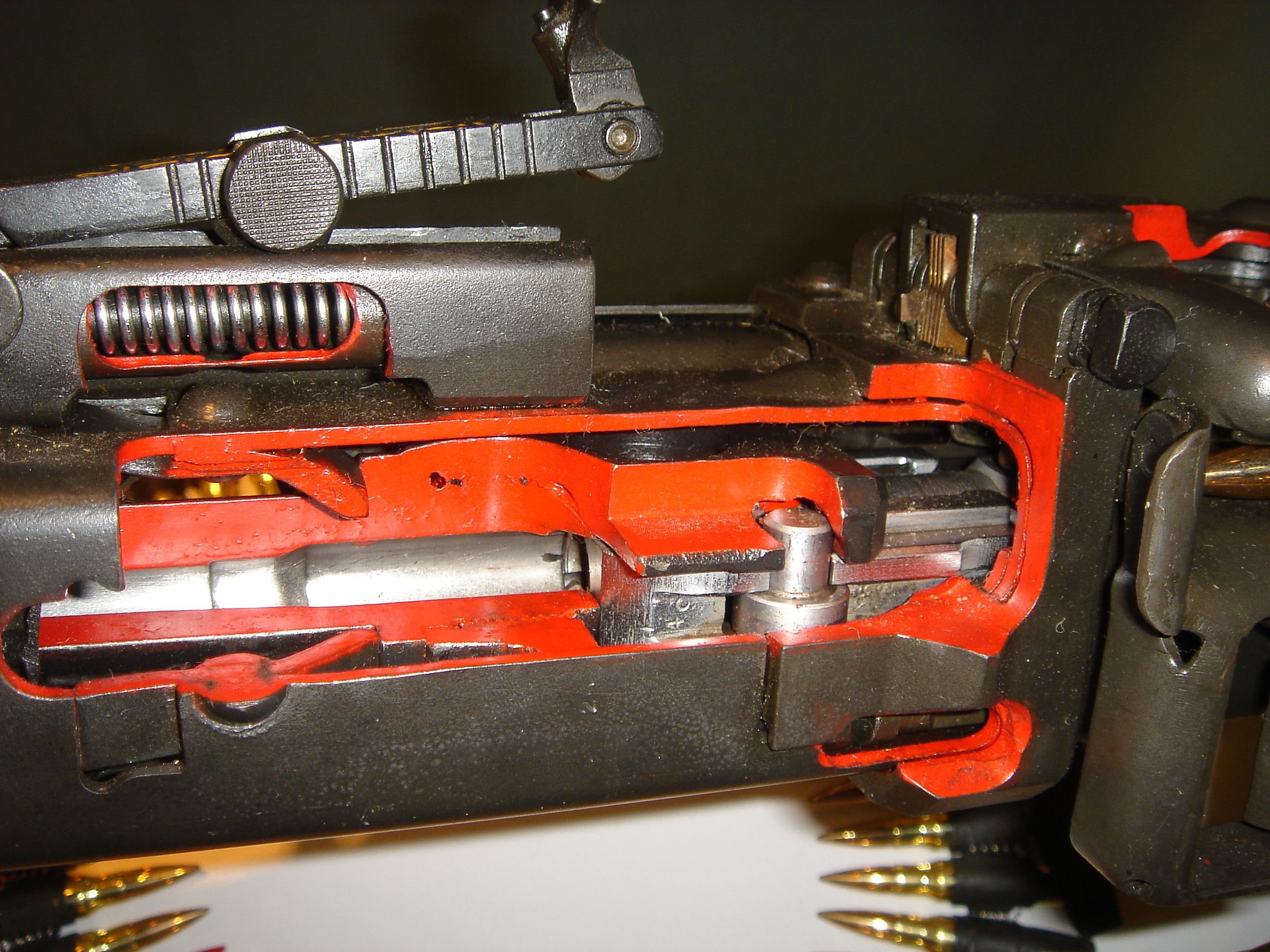
MG42及MG3的滾柱式閉鎖槍機系統

MG42的特徵為極高的射速，每分鐘高達1,500發，射擊時，不同於其他機槍，具有類似「撕裂布匹」的駭人槍聲，盟軍第一次聽到MG42的槍聲時十分驚愕，甚至給出評語「沒人會想站在這款機槍的槍口前面」，並將MG42稱為「希特勒的電鋸」，此外MG42同時具備可靠性、耐用性、簡單化、容易操作以及成本低廉等特性。
拜優良設計所賜，原始版的MG42一直到二十世紀末的東南歐仍能看見其身影，而衍生型的開發並未因納粹德國的戰敗而停滯；例如從MG42/59衍生出的MG1，到MG2，以及MG3，除了時代的變遷與型號的改變之外，MG42的身影與影響依舊跨越時代。例如瑞士生產的SIG 710-3，MG42/59，以及5.56 mm西班牙CETME（Centro de Estudios Técnicos de Materiales Especiales）機槍，幾乎都是MG42機槍的翻版；美軍的M60通用機槍也擺脫不了MG42的影子。儘管Ameli機槍與MG3機槍都可以算的上是冷戰時期的產物，然而其優越的設計伴隨許多國家繼續在二十一世紀服役下去。
除了各國陸軍地面部隊以及政情混亂地區的民兵仍舊使用MG42與其衍生型機槍之外，其設計的重點也被東歐國家所採用；匈牙利採用MG42的設計研發成坦克用機槍，但是MG42本身由於可變換槍管，性能仍舊優於東歐生產的機槍。嚴格來說MG42的射速，理論上是要透過更換不同重量的槍機座，才能比其他機槍打出快四倍的射擊速率。

## 沿革
早在二戰前的西班牙內戰已經給了德國軍方很多滿意的武器測試結果，MG34通用機槍就是其中之一。然而MG34對於飛沙走石過於敏感，成本也很昂貴（不管在工時與材料上），因此後來衍生出加強版（incremental improvement）的MG34S型。另外位於薩克森竇柏恩由保羅·庫特·約翰尼斯（Paul Kurt Johannes）創辦的「大腳約翰尼斯金屬烤漆廠有限公司」（Metall und Lackierwarenfabrik Johannes Großfuß AG）也進行了MG34的量產方式改良計畫，以求壓低量產的壓力。
此改善工程由維納·古諾博士（Dr. Werner Gruner）主導。古諾博士本人其實擅長的是衝壓製造技術，對於武器的開發並非科班出身，不過憑藉其豐富的鋼材知識，博士在其他技術人員的協助下，達成了兩項始料未及的里程碑：新的機槍設計以及低廉成本。此新設計暫名MG39。外型上沒有變動跟MG34無異。操作上，不須變動就能夠讓士兵快速適應與使用；跟MG34相比，差別是：
- 給彈方式：從彈鼓改為彈性大的彈鏈
- 照門：從直立式改為滑軌式
- 射速提升到每分鐘1,200發
- 生產方式改用衝壓成型，大幅降低製造成本

之後進行實戰測試，並於1941年完成，其成果受到德國軍方認可，再經過微調修改後於1942年開始量產，正式定名為MG42。生產的合約商包括「大腳」（Großfuß）、毛瑟、古斯洛夫工廠lm Gustloff}}以及其他的小廠，一直到二戰結束，三年多的時間共有超過400,000挺MG42出廠（1942年: 17,915挺；1943年: 116,725挺；1944年: 211,806挺；1945年: 61,877挺）。一挺MG42的生產工時只有MG34的一半，即75個工時左右（生产一挺MG34需要150個工時左右）。此外，透過沖壓方式进行生产又为MG42節省了材料成本。相较而言，MG34的生產成本需要327馬克，而MG42的成本只要250馬克。
MG42當輕機槍使用時含兩腳架總重11.6kg，比MG34輕500g；MG34與MG42的兩腳架是共用的，不同的是MG42的兩腳架除了裝在槍口後方槍管肋架下緣，也可以裝在槍身中段機匣下方。這個方便性在於如果射手需要俯射時，不用提高自己的身形，這降低了敵火下的危險性。當重機槍用時，MG42有自己的三腳架，是新式的42型輔助三腳架（Lafette 42 tripod），重達20.5kg。MG42並沒有採用重管設計，連續射擊時槍管的升溫速度很快，不過設計公司對更換槍管的程序有良好的設計，有經驗的射手3秒就能更換好槍管。
維持MG42正常運作的理想人力編組是六個人一組：機槍伍長一位，射手與副射手共兩位，餘下三員負責彈藥之攜行與管理、備份槍管之攜行、三腳架之攜行、構築機槍陣地以及雜務。為了保護伍長，射手與副射手配有手槍各一把，其餘三名官兵配備毛瑟Kar98k。不過跟現實妥協以後，MG42機槍伍實際的編制只有三個人：射手、彈藥兵與觀測員。其中的射手德軍傾向由下士（Unteroffizier）擔任。
MG42平均射速為每分鐘1,200發，比英國的維克斯機槍以及美國的白朗寧M1919中型機槍射速多一倍（兩者僅有600發／每分鐘）；可以聽到「啪」或者是「碰」的冷槍，甚至是「咑咑咑咑……」的連貫機槍聲，MG42的高射速使得槍聲以非常密集的聲波傳遞出去，由於過於連貫，因此人耳中聽起來像是布匹被撕破的聲音。
盟軍對於這個布匹撕破聲也有自己的定義與看法，因此給予MG42各種綽號，例如「希特勒的電鋸」；也有的官兵形容MG42是「希特勒的拉鍊」（Hitler's zipper；因为其连贯的枪声像拉动拉链时的响声，蘇聯士兵稱MG42為「亞麻布剪刀」（“linoleum ripper”）；德國士兵稱它為「希特勒的鋸子」（"Hitlersäge"）或者「骨鋸」（Bonesaw）。英國士兵則以MG42材料的製造產地史潘朶稱呼之。
此外，德軍在手冊中明令禁止將標準250發彈鏈一次打完，如果是50發彈鏈，一分鐘之內不得超過七條的射擊，以免槍管壽命大幅簡短，且減少槍管過熱卡彈的發生。由於MG42如此地特殊而駭人，美國陸軍不得不拍攝訓練影片協助官兵跨越巨大的心理障礙（psychological trauma）。
設計公司之所以要提高射速，其構思在於短時間內增加擊中與擊斃敵人的機率，以壓制敵軍進行戰術運動；具有這種設計理念同時還包括維克斯K空勤機槍。不過射速高的武器必然也有誇張的彈藥消耗量，加上槍管壽命降低以及容易過熱，反而考驗其持續長效射擊的能力。
由於一挺MG42就可以牽制一整批敵軍，讓敵軍進退兩難，英美兩國的官兵被訓練面對MG42時要躲好，趁MG42更換槍管時（熟練的射手可以三秒換好槍管，不熟練的射手要花七秒），突襲奪下MG42的陣地，因此MG42射手佩有手槍自衛。
編制上，德軍有獨立的機槍班，或者是一個單位的核心，機槍伍與其他單位進行互相掩護，MG42負責壓制牽制敵人，掩護戰友或友軍進攻，防衛陣地，以及給予大家士氣。

## 操作原理與方式
MG42採用枪管短后座滾柱式闭锁進行槍支操作，並且採用枪管短后座與槍口增壓器加強槍機的運作速率。MG42的槍機包括一個槍機頭（bolt head）、一對滾柱（two rollers），一個擊槌套（striker sleeve）、槍機槽（bolt body），以及一個粗大的復進簧（large return spring）。這些組件負責將槍機向前推進擊發子彈後再向後進行退殼拋殼重新進彈的全自動程序，粗大的復進簧除了承受槍機的反衝後座之外，也將待命的击锤向前推回。MG42的槍機與膛室的後緣相楔合，亦即槍管後緣是分杈式，槍機頭頂進開杈的部分就形成閉鎖。

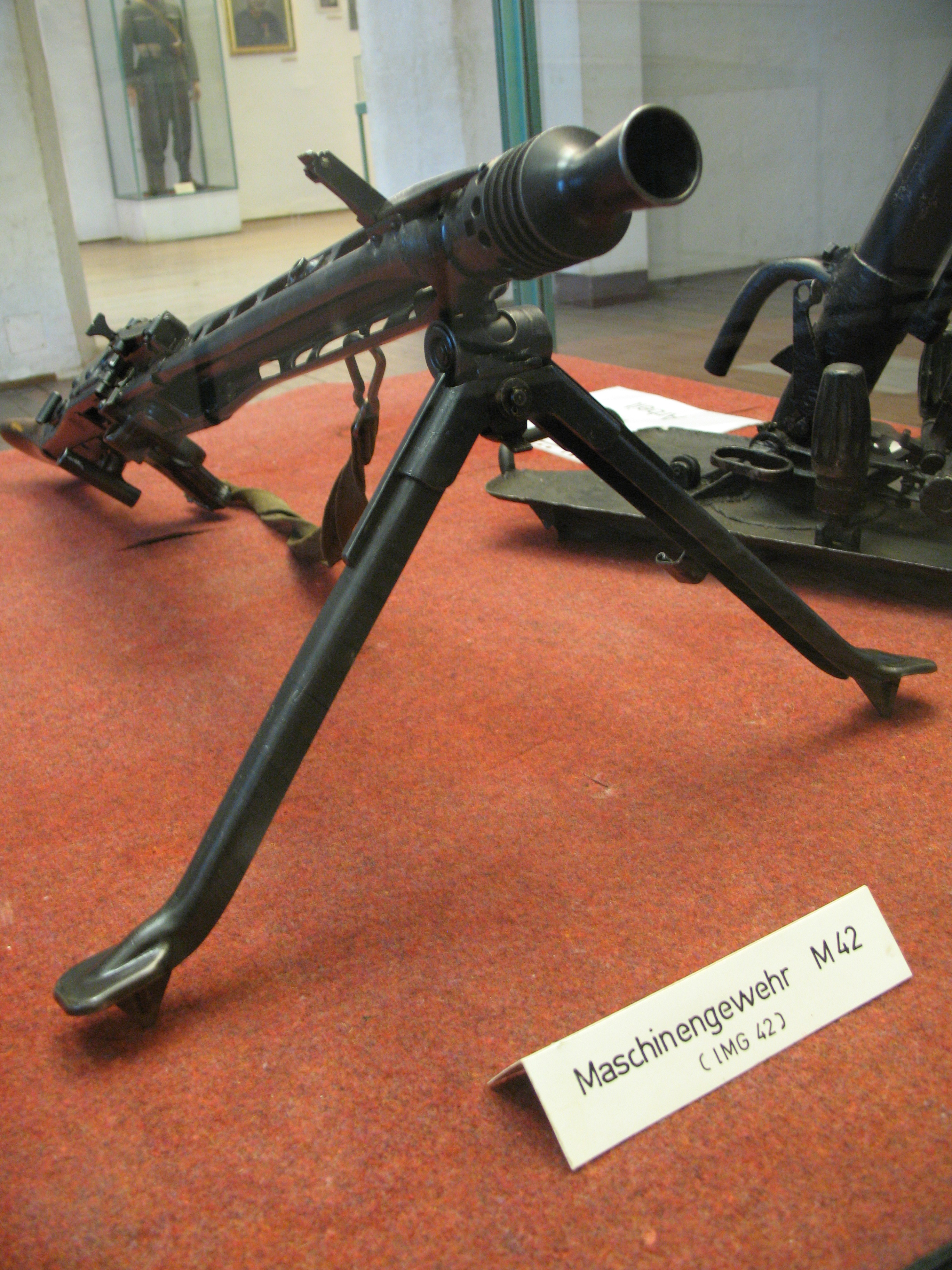
我們可以在槍口環狀散熱片後面看到許多排孔，這些就是將高壓气体排出的地方。

值得一提的是MG42的槍機採用开膛待机（Open bolt）；一般槍支為闭膛待机，上膛後槍機會先被拉柄帶到復進端之後再被復進簧彈回藥室端閉鎖（手動槍機當然靠射手自己），同時完成進彈的動作準備待發。开膛待击例如大部分的衝鋒槍或者機槍為上膛後被阻鐵固定在復進端中，槍機同時壓縮復進簧與擊槌，等待射手扣下扳機。
當射手扣下扳機後，扳機以槓桿原理解除阻鐵，槍機就被復進簧釋出，迅速向前滑動同時將彈匣或彈鏈上的子彈送入藥室，等到槍機達到閉鎖定位時，原來被壓抑的擊槌就跟上來擊打槍機的撞針部位完成擊發的程序（开膛待击如果沒有浮动撞針，槍機就等於是自行擊打撞針）。MG42之所以採用這種設計的原因是因為：
- 輕管在全自動射擊時，槍管的溫度很快就會上升，過熱的槍管會造成不給彈或者不退殼，因為槍管膨脹不是只有外緣的範圍，槍膛的內徑也會縮小，變成子彈比槍膛直徑還大的情形。
- 全自動射擊會提升槍管溫度，為了避免子彈還沒有閉鎖完全就因為槍管高溫被傳導到黄銅彈殼引起爆炸
- 开膛待击在閉鎖同时擊發，比起闭膛待机槍機先閉鎖後擊發少一個程序，可以提昇射速 （此处存疑）

MG42槍機上的一對滾軸類似鎖耳的功能，槍機頭內有一根彈簧持續將對稱的垂直滾軸往外頂出，沿著機匣前後滑行，滑到機匣上的滾軸收納槽時就被彈簧頂出，暫時將槍機進行閉鎖。當子彈擊發後產生的反衝力量將槍機向後推送，於是滾軸又被強制從滾軸收納槽中滑出，跟著槍機一起退回復進端中。

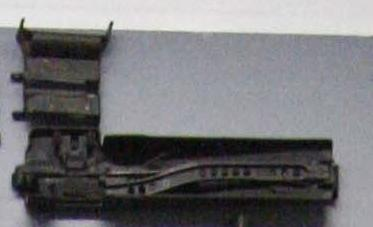
MG42的機匣蓋內部情形，中間就是撥彈爪導軌。

槍機在後退時順便將彈殼從藥室中抓出來往下拋（這種動作有些像腹瀉下痢），機匣蓋的撥彈爪將彈鏈撥抓進來的時候會把彈鏈夾往槍身右邊拋；也就是說MG42跟MG34一樣從槍身左邊看過來是進彈槽，右邊比較小的是拋彈鏈夾孔，下面才是拋彈殼孔。機匣蓋的撥爪有個導軌，槍機上除了一對滾軸之外頂端還有一個偏右的滾輪，滾輪與導軌相吻合並且在導軌中前後移動；導軌位居機匣蓋中央並且往拋彈鏈夾孔彎曲，以一根活動駐銷與機匣蓋相接，因此可以左右擺動。
所以射手將拉柄向後拉帶動槍機時，槍機頂端偏右的滾輪也往後滑，然而這一段是個像左後方曲弧的滑軌，所以滾輪一邊滑動一邊擠壓導軌的右側，於是導軌就往右擺，導軌前端的撥爪就開始撥抓彈鏈將子彈導入定位，等扳機一扣槍機被復進簧釋出，就完成進彈擊發的程序。
只要扣下MG42的扳機就是一批子彈上路，不像MG34的扳機護弓內有一個雙半圓型扳機，上半圓型為半自動模式（印有「E」字），而下半圓型設有按壓式保險的扳機則為全自動模式（印有「D」字）。MG42沒有半自動模式，有經驗的射手扣一下下扳機也是3~5發子彈飛奔而去。
MG42的槍托保留放置左手的空間，亦即射手右肩抵住槍托底之後，左手可以壓住槍托，抑制槍托在射擊時因為後座力而滑脫肩窩。從此也可以知道MG42的後座力道相當驚人，不得已的時候也可以沙包為依託，如果不使用MG42的腳架，就算是射手採用標準臥姿進行臥射，也會被後座力逼得節節後退。

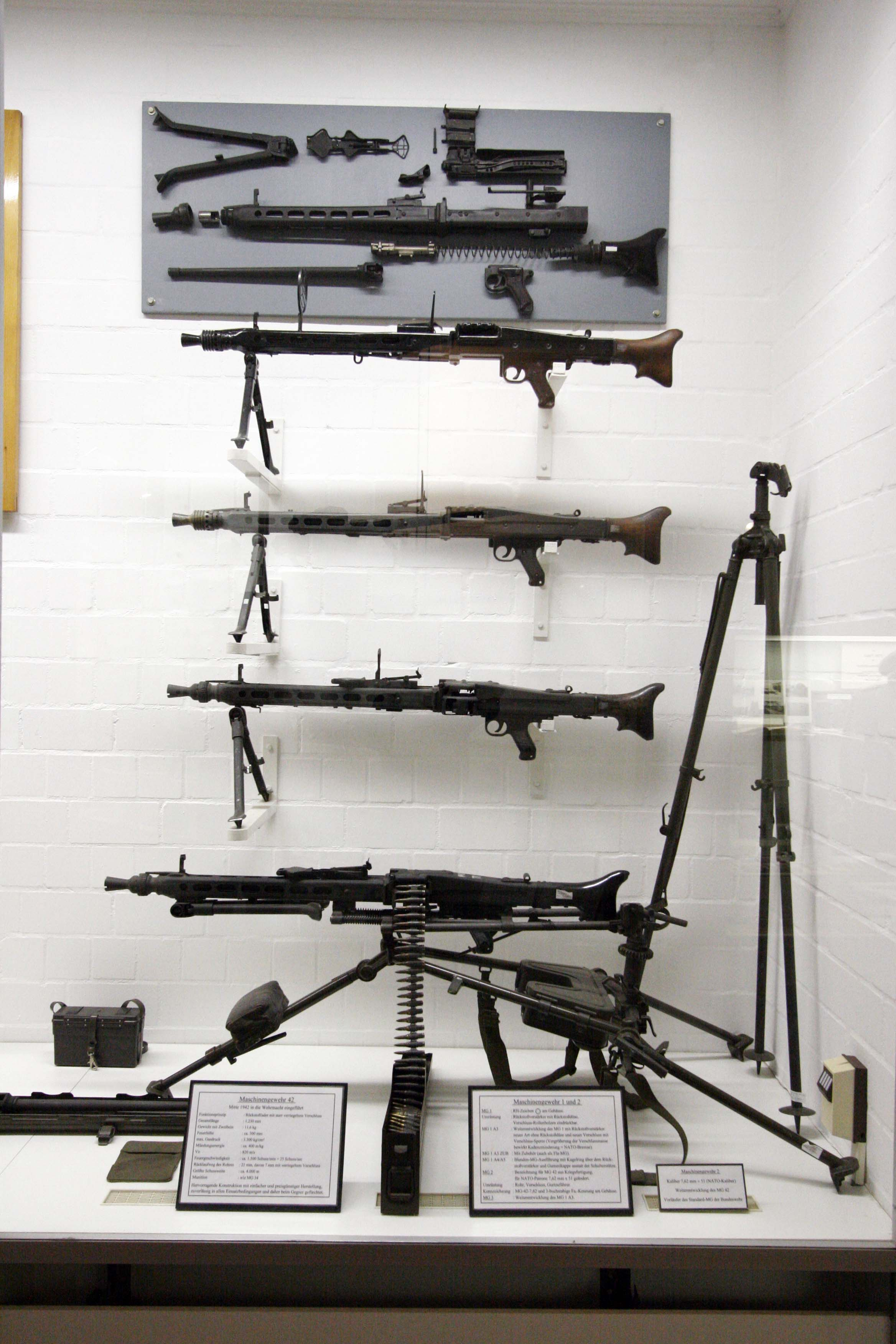
MG42的展示圖，可從圖上方的大部分解組件看出槍管藥室尾端為橫向分杈。槍口制動器後面的金屬環就是槍口增壓器。下面兩挺並不是MG42，而是MG1與MG2機槍。圖片右側為防空機槍三腳架，可伸縮調整高低，不過中間的節鏈已遺失。

MG42机枪的滚柱闭锁（Roller locked）结构，实现“滚柱延迟开锁”功能。1942年底通过高速摄影查明炸膛原因是滚柱在运动中出现不可缓解振幅达到1mm的震颤，导致复进装弹瞬间子弹还没有进入弹膛就可能提前击发子弹底火。限于工艺原因无法进一步提高滚柱的结构强度。生产过程中为步兵使用弹药与为MG42机枪弹药分别使用普通底火与低感度底火；在子弹外包装上盖章以区分两种用途。

## 衍生型與後來發展

### MG45/42V
1944年，第三帝國（Drittes Reich）的敗象逐漸出現，物力嚴重不足。於是衍生型的MG45（又稱為MG42V）投產。MG45操作方式有了大幅的改變，由原來的滾軸式槍機改為延遲反衝槍機，理論上所需要的工時與成本又進一步減少，並且重量下降到9kg左右。
1944年6月MG45/42V開始進行試射，一共發射了120,000發並且能成功維持每分鐘1,350發的射速。然而物力不足終究讓MG45/42V只生產了十挺就告結束。不過MG45/42V並沒有被歷史埋葬，在戰後成為黑克勒-科赫世界聞名的HK G3自動步槍、HK33突擊步槍與HK MP5衝鋒槍槍機運作的最佳藍本。
有關於其他的差異，MG42與MG45/42V的運作儘管都有滾軸，然而MG42的槍管採用槍口增壓器的原理是浮動式，而MG45/42V的槍管是固定的，這是最大的區別。外觀上，MG45/42因為不需要槍口增壓器，所以槍口比較短。

### 美軍T24通用機槍
二戰的歐洲戰場上，盟軍對於MG42通用機槍的強大火力又憎恨又恐懼，並由薩吉諾轉向機有限公司進行仿製，打造了一挺原型槍，子彈改搭配美軍的.30-06春田子彈，理論威力比MG42更強大，暫定名為T24通用機槍（原型武器以T作為代號，正式就役之後才改為M）。可以裝在M2三腳架上作為重機槍使用。
然而，由於槍枝的設計並未調整槍枝原有結構去配合威力更大的子彈，導致T24通用機槍在全自動射擊時故障率居高不下。最後美軍將這個計畫束之高閣。

### 戰後德國的衍生型
至於MG42到戰後又被改款成為MG42/59以及後繼機槍MG3以供國防軍（Bundeswehr）使用，也外銷給其他國家或者授權生產，一直服役至今。

### 戰後他國的衍生型或授權生產
奧地利史泰爾GmbH研發的MG74是衍生型，槍機重量加到950g，比MG3的槍機重275g，以致射速降到每分鐘850~900發，並且增加射擊選擇鈕提供半自動射擊。槍托與握把與直系祖先不同，改為暗色聚合物材質，且採用威力較小的7.62×51mm NATO子彈。
南斯拉夫的M53通用機槍，是MG42的授權生產，只是改名了。仍然使用的7.92毛瑟子彈，所以連射程也一樣，雖然有效射程為1,000m，不過表尺可以達到2,000m，最大射程可達5,000m。1999年在南斯拉夫科索沃戰爭中，曾出現南斯拉夫人民軍俘獲的原版MG42與M53一同現身的狀況。此外南斯拉夫在1980年代也曾賣過一批M53給伊拉克，因此在兩次波斯灣戰爭中美軍有著與祖父輩一樣跟MG42戰鬥的經驗。

### 對其他國家的機槍設計的影響
美國的M60通用機槍有濃厚的MG42血統，槍身一樣用衝壓的方式製成、採用MG42的單爪撥彈桿、快拆式槍管、手槍式握把，以及可以容納槍機活動的中空槍托，不過槍機比較接近FG42的轉拴式槍栓設計。
FN MAG也有MG42的血統，FN MAG的扳機組件與供彈方式與MG42大同而小異。

## 使用國
- 奥地利
- 比利时
- 中華民國

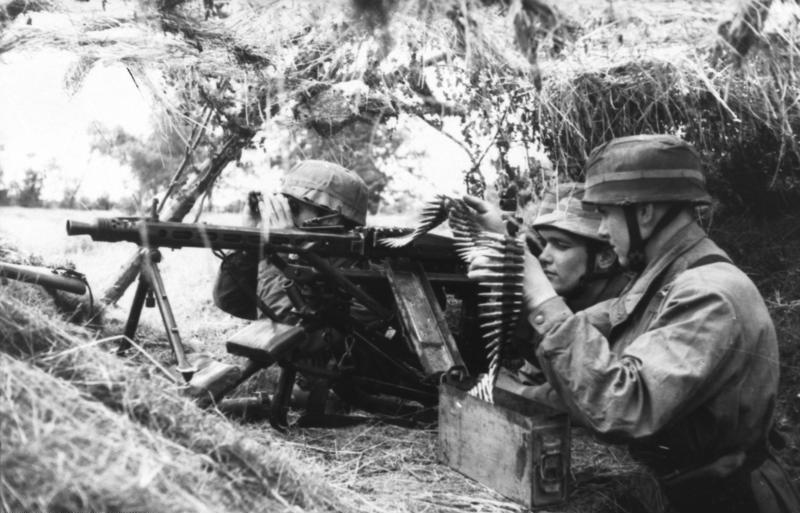
德軍士兵使用MG42

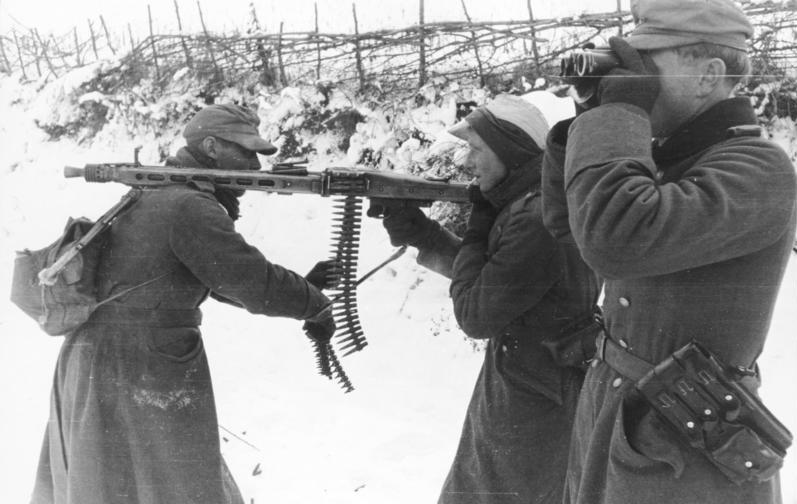
在南斯拉夫的德軍

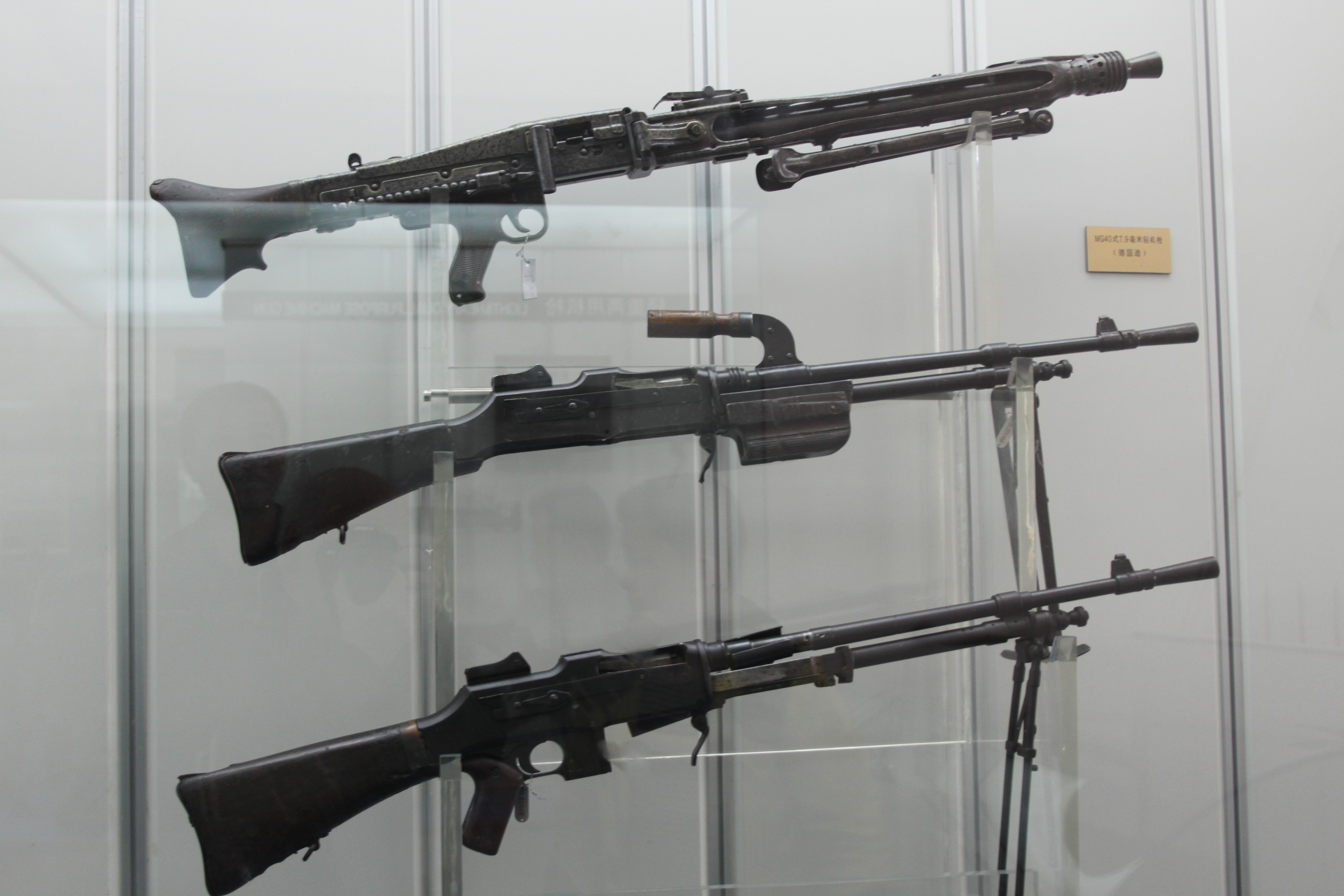
現藏於北京中國人民革命軍事博物館的德製MG42通用機槍（上），法製FM-24/29輕機槍（中），比利時製FN M1930輕機槍（下）

  - 中華民國國軍：於1950年取得600挺MG42，國軍稱為德造四二式（MG42)七九機槍，但為購置或是賠償所得則不明，這批武器主要由江浙游擊大隊（反共救國軍）運用，大陳島撤退後即無配備給其它國軍單位運用，目前部分展示於國軍歷史博物館。
- 中华人民共和国
  - 中國人民解放軍：透過蘇聯和东德的軍事援助獲得。包括在一江山島戰役等在大陳島周邊的作戰中亦繳獲過反共救國軍使用的MG42，但未實際配發部隊。
- 哥伦比亚
- 芬兰
- 法國
  - 法國武裝部隊：二戰後獲得，並在第一次印度支那戰爭中投入使用。
- 納粹德國
  - 德意志國防軍
  - 武裝黨衛隊
- 西德—二戰後仍有限的裝備，部份並改膛至發射7.62×51mm NATO彈，命名為“MG1”及“MG2”，後來被MG3通用機槍取代。
  - 德意志聯邦國防軍
  - 德意志聯邦邊防軍
- 东德
  - 國家人民軍：二戰後使用，後來被PKM通用機槍取代。
- 希腊
- 匈牙利
- 印度尼西亞
- 義大利—二戰後生產7.62×51mm NATO口徑型，命名為“MG42/59”。
  - 義大利武裝部隊
- 以色列
  - 以色列國防軍：二戰後獲得，並在第一次中東戰爭中投入使用。
- 荷蘭
- 葡萄牙
- 羅馬尼亞
- 苏联
  - 蘇聯紅軍：二戰期間大量從德軍手上繳獲使用，戰後輸出到各個社會主義陣營國家作軍援。
- 西班牙
- 叙利亚
- 土耳其
- 越南民主共和国
  - 越南人民軍：由蘇聯所提供二戰時期繳獲自德軍的剩餘物資。
- 南斯拉夫社會主義聯邦共和國
  - 南斯拉夫人民軍：二戰後利用德国留下來的设备仿製而成M53通用機槍。

## 流行文化

### 電影
- 1985年—《猛龍怪客第三集》：由保羅·柯西（Paul Kersey，查理士·布朗遜飾演）和貝內特·克羅斯（Bennett Cross，马丁·鲍尔萨姆飾演）所使用。
- 1998年—《諾曼第大空降》：由德意志國防軍士兵所使用。
- 2011年—《登陸之日》：諾曼第登陸期間由德意志國防軍士兵所使用。
- 2013年—：由德意志國防軍士兵所使用。
- 2014年—：由德意志國防軍士兵所使用。
- 2022年—《鋼之鍊金術師 完結篇》：由亞美斯多利斯軍部北方司令部官兵所使用。

### 電視劇
- 2013年—《我們的父輩》：由德意志國防軍士兵和波蘭游擊隊戰士所使用。

### 電子遊戲
- 2002年—《重返德軍總部》安裝在特定位置，沒有彈藥數量限制，可以開火破壞以避免被敵人使用，但是多人版本中可以由擔任工兵的玩家修復。
- 2002年—《榮譽勳章：反攻諾曼第》：僅作為固定武器出現，由德意志國防軍所使用。
- 2002年—：由德意志國防軍所使用。
- 2003年—《決勝時刻》：由德意志國防軍所使用。
- 2003年—：彈鏈供彈，為德意志國防軍陣營機槍手職階武器。
- 2003年—：由德意志國防軍所使用。
- 2005年—：為德意志國防軍陣營機槍手職階武器。
- 2005年—《使命召喚2》：由德意志國防軍所使用。
- 2006年—《使命召喚3》：由德意志國防軍所使用。
- 2007年—《絕對武力Online》：以彈鼓供彈，射速比真槍要低。
- 2008年—：以彈鼓供彈。戰役模式中由德意志國防軍所使用，在聯機模式則可由所有陣營使用。
- 2009年—《德軍總部：黑曜陰謀》：僅作為固定武器出現。
- 2010年—：僅於戰役模式關卡“新星計劃”中作為固定武器出現。
- 2013年—《劫薪日2》：以彈鼓供彈，命名為“Buzzsaw 42”。
- 2014年—《極地戰嚎4》：以彈鏈供彈，移除了槍托並在槍管罩筒左側裝有橫放式前握把。具有簽名武器衍生型“電鋸”（Buzzsaw）。
- 2016年—《英雄與將軍》
- 2017年—：以彈鼓或彈鏈供彈，射速比真槍要低。戰役模式中由德意志國防軍所使用，在聯機模式則可由所有陣營使用。
- 2018年—《極地戰嚎5》：以彈鏈供彈，移除了槍托並在槍管罩筒左側裝有橫放式前握把。
- 2018年—《5》：彈鏈供彈。戰役模式中由德意志國防軍所使用，在聯機模式則可由所有陣營的支援兵職階使用。
- 2019年—《極地戰嚎：破曉》
- 2021年—《決勝時刻：先鋒》
- 《World War Heroes》：為角色在21等級時可使用資金（遊戲貨幣）購買並使用此槍。
- 2021年—《極地戰嚎6》
- 2021年—《Enlisted》：德军武器，在轴心国科技树中后期解锁。
- 2021年—《蔚藍檔案》：空崎陽奈的固有武器「終幕：Destroyer」原型。

### 動畫
- 《人狼 JIN-ROH》
- 《強襲魔女》系列
- 《劇場版 魔法少女小圓［新篇］叛逆的物語》：曉美焰在與巴麻美槍戰期間使用的其中一款武器。[2]
- 《劇場版 SPY×FAMILY CODE: White》：由東國軍隊士兵所使用。

## 參見

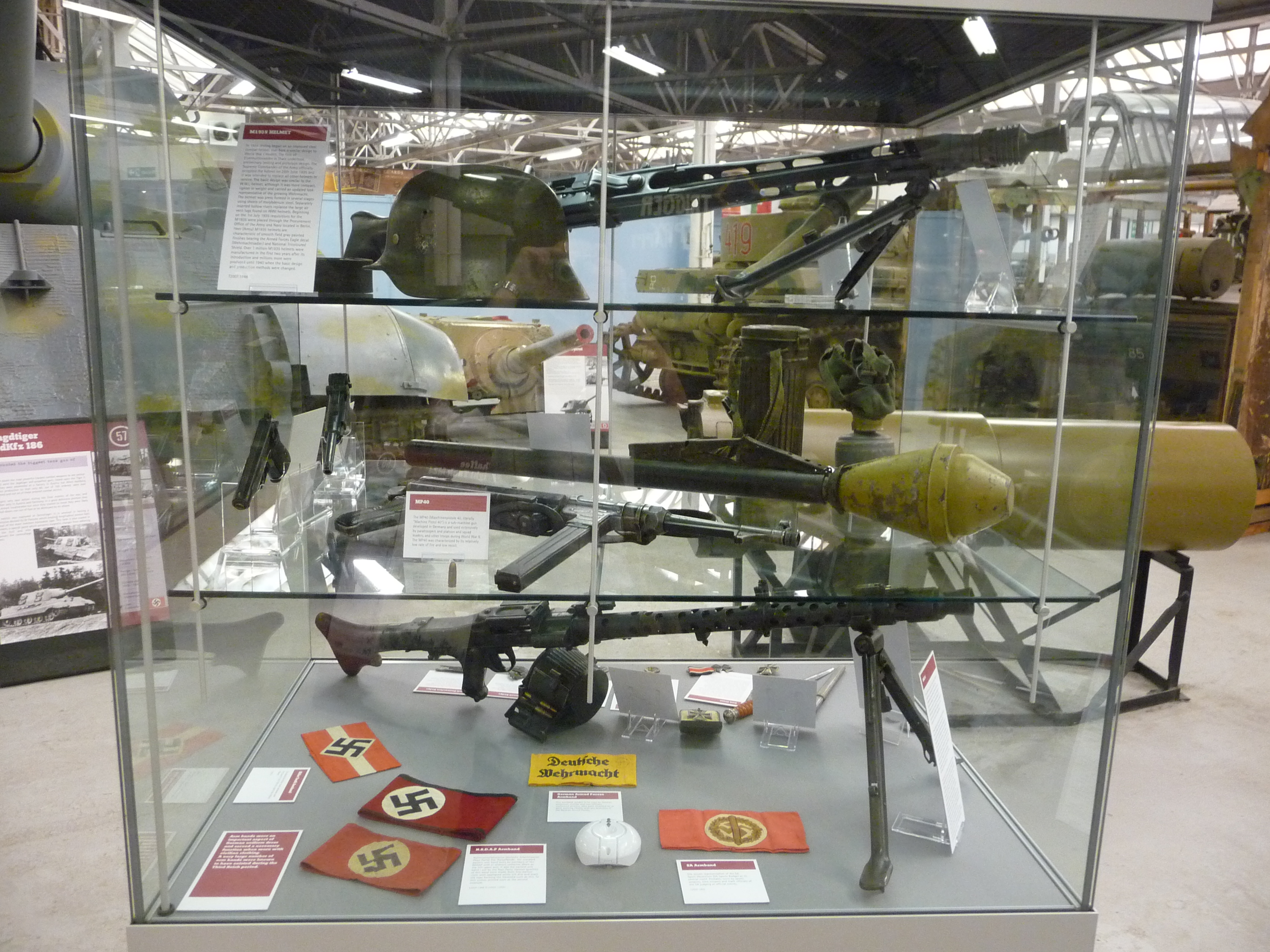
MG42（上）和MG34（下）

## 外部連結
- Nazarian`s Gun`s Recognition Guide (FILM) MG42, proper assault (video clip) （页面存档备份，存于）
- Modern Firearms and Ammunition: MG-42
- U.S. Report on MG-42 from WWII （页面存档备份，存于）
- MG42 Enthusiasts and semi-auto rebuilders （页面存档备份，存于）
- 槍炮世界—MG42通用机枪 （页面存档备份，存于）